# Уру, Сторм
Сторм Уру (англ. Storm Uru; род. 14 февраля 1985, Инверкаргилл) — новозеландский гребец, выступавший за сборную Новой Зеландии по академической гребле в период 2005—2012 годов. Бронзовый призёр летних Олимпийских игр в Лондоне, чемпион мира, многократный победитель и призёр этапов Кубка мира.

## Биография
Сторм Уру родился 14 февраля 1985 года в городе Инверкаргилл, Новая Зеландия. Происходит из маорийского племени нгаи-таху.
Заниматься академической греблей начал в 1999 году, проходил подготовку в местном одноимённом клубе Invercargill RC.
Впервые заявил о себе в гребле на международной арене в 2005 году, выиграв бронзовую медаль в одиночках лёгкого веса на молодёжном чемпионате мира в Амстердаме. Год спустя на аналогичных соревнованиях в Хазевинкеле одержал победу в той же дисциплине.
В 2007 году вошёл в основной состав новозеландской национальной сборной и дебютировал в Кубке мира, в частности в лёгких одиночках выиграл серебряные медали на этапах в Амстердаме и Люцерне. Кроме того, добавил в послужной список победу на молодёжном мировом первенстве в Глазго.
Благодаря череде удачных выступлений удостоился права защищать честь страны на летних Олимпийских играх 2008 года в Пекине. В зачёте парных двоек лёгкого веса сумел отобраться лишь в утешительный финал В и расположился в итоговом протоколе соревнований на седьмой строке.
После пекинской Олимпиады Уру остался в составе гребной команды Новой Зеландии на ещё один олимпийский цикл и продолжил принимать участие в крупнейших международных регатах. Так, в 2009 году в лёгких парных двойках он победил на этапах Кубка мира в Мюнхене и Люцерне, а также на чемпионате мира в Познани.
В 2010 году стал серебряным призёром этапа Кубка мира в Мюнхене, выиграл этап в Люцерне, тогда как на домашнем мировом первенстве в Карапиро взял бронзу.
В 2011 году был лучшим на этапах Кубка мира в Гамбурге и Люцерне, выиграл серебряную медаль на чемпионате мира в Бледе.
Находясь в числе лидеров новозеландской национальной сборной, благополучно прошёл отбор на Олимпийские игры 2012 года в Лондоне. На сей раз вместе с напарником Питером Тейлором в лёгких парных двойках финишировал в финале третьим позади команд из Дании и Великобритании — тем самым завоевал бронзовую олимпийскую медаль.
Впоследствии учился в Оксфордском университете, в составе местной восьмёрки в 2014 году выиграл традиционную регату «Оксфорд — Кембридж».
Его младший брат Джейд Уру тоже стал достаточно известным гребцом, участвовал в Олимпийских играх 2012 и 2016 годов.